# 19e régiment de tirailleurs algériens
Le 19e Régiment de Tirailleurs Algériens était un régiment d'infanterie appartenant à l'Armée d'Afrique qui dépendait de l'armée de terre française.

## Création et différentes dénominations
Le 19e R.T.A est créé en 1919 à partir du 1er Régiment Mixte de Zouaves et de Tirailleurs.
 
En 1920 comme 19e Régiment de Marche de Tirailleurs Algériens, puis 19e R.T.A, dissolution en 1928.
 Recréé le 11 septembre 1939 à Sétif, il appartient à la 85e D.I.A., sous les ordres du Lieutenant-Colonel Richard, le régiment se bat sur l’Oise. Il est dissous en 1940.
 Recréé en 1949 à Montauban à son retour d'Indochine sous l'appellation 19e B.P.A, puis sous l'appellation du (1er bataillon/14e Régiment parachutiste d'infanterie de choc) dissolution en 1956.
 A existé un centre d'instruction du 19e R.T.A à Telergma.

## Historique des garnisons, combats et batailles

### Entre-deux-guerres
Il est engagé au Levant (1920-1924), commandé par le colonel Édouard Andréa.
Il combat ensuite au Maroc (1925-1926) 

### Seconde Guerre mondiale
Il participe à la campagne de France (1939-1940).

## Drapeau
Il porte, cousues en lettres d'or dans ses plis, les inscriptions suivantes :
- Levant 1920-1921

## Décorations
- Croix de guerre 1939-1945 avec une palme (une citation à l'ordre de l'armée)
- Croix de guerre des Théâtres d'opérations extérieurs avec une palme (une citation à l'ordre de l'armée).

## Sources et bibliographie
- Anthony Clayton, Histoire de l'Armée française en Afrique 1830-1962, Albin Michel, 1994
- Robert Huré, L'Armée d'Afrique: 1830-1962, Charles-Lavauzelle, 1977